# 元願達
元 願達（げん がんたつ、481年 - 537年）は、北魏の皇族。

## 経歴
北魏の明元帝の末裔にあたる。北魏に仕えて中書令・郢州刺史に上った。建義元年（528年）4月、南朝梁の軍が北伐して義陽を攻撃すると、願達は郢州を挙げて梁に帰順した。武帝により楽平公に封じられた。そのまま使持節・散騎常侍・都督湘州諸軍事・平南将軍・湘州刺史として出向した。中大通2年（530年）、建康に召還されて侍中・太中大夫・翊左将軍となった。
大同3年（537年）、死去した。享年は57。

## 子女
- 元神力（蒲州総管）
- 元神儼（右衛郎将）
- 元善微（右領軍将軍）
- 元神威（杭州刺史）
- 元律師（左驍衛大将軍）[3]

## 伝記資料
- 『梁書』巻39 列伝第33